# Anastasija Szahun
Anastasija Witaljewna Szahun (biał. Анастасія Вітальевна Шагун, ur. 1 listopada 2002 w Wołkowysku) – białoruska siatkarka, grająca na pozycji środkowej, reprezentantka kraju.
Karierę sportową rozpoczęła w klubie RGUOR Mińsk. W 2019 roku podpisała kontrakt z drugim zespołem Minczanki Mińsk, a dwa lata później dołączyła do pierwszej drużyny.
W 2020 roku wraz z młodzieżową reprezentacją Białorusi wywalczyła brązowy medal mistrzostw Europy U19.

## Sukcesy klubowe
Puchar Białorusi:
- 2021[6]